# Chaoilta javensis
Chaoilta javensis är en stekelart som först beskrevs av Sievert Allen Rohwer 1919.  Chaoilta javensis ingår i släktet Chaoilta och familjen bracksteklar. Inga underarter finns listade i Catalogue of Life.